# Stefano Tedeschi Oddo
Stefano Tedeschi Oddo (Alimena, 29 maggio 1836 – Palermo, 12 maggio 1882) è stato un patriota e medico italiano, che prese parte alla Spedizione dei Mille.

## Biografia
Partecipò alle battaglie della seconda guerra di indipendenza e alla Spedizione dei Mille, distinguendosi nei campi di battaglia per l'incessante soccorso verso i feriti. Nato "Tedesco", nobilitò il cognome in "Tedeschi" e poi lo mutò in Oddo, a quanto pare per non avere niente a che fare con l'Austria. 
Entrò a far parte dell'aristocrazia municipale alimenese, imparentandosi con le famiglie Librizzi, Giajmo, Di Chiara e Calabrese.
Il suo busto in marmo, opera dello Ettore Ximenes, fu uno tra i primi ad essere collocato all'interno del Giardino Inglese di Palermo.